# Cortinarius cavipes
Cortinarius cavipes är en svampart som beskrevs av J. Favre 1955. Cortinarius cavipes ingår i släktet Cortinarius och familjen spindlingar.   Inga underarter finns listade i Catalogue of Life.